# العرام (ردفان)

تعديل مصدري - تعديل

العرام هي إحدى قرى عزلة الحبيلين بمديرية ردفان التابعة لمحافظة لحج، بلغ تعداد سكانها 12 نسمة حسب تعداد اليمن لعام 2004.